# Joan Pere Viladecans
Joan Pere Viladecans (Barcelona, 1948) es un pintor y grabador autodidacta
Desde que inició su trayectoria profesional, en 1967, ha realizado un largo periplo de exposiciones, tanto en el ámbito nacional como internacional, a la vez que ha participado en gran cantidad de muestras colectivas por diferentes países europeos. Así pues, fue uno de los artistas seleccionados para representar la Generalidad de Cataluña en la Expo '92 de Sevilla. Posee la condecoración de Chevalier dans l'Ordre des Arts et des Lettres (1996), recibe el premio Award of Excellence de la Society New Design en Nueva York (1997). Segundo premio del Ministerio de Cultura al libro mejor ilustrado por “Todos los cuentos de Edgar Allan Poe” Editorial Galaxia Gutenberg/ Círculo de Lectores. Madrid (2003). En 1991 por encargo de la Fábrica Nacional De La Moneda y el Timbre (Madrid) realiza tres originales con objeto de ser reproducidos en sellos.

## Biografía
Joan Pere Viladecans nació en Barcelona en 1948. En un primer momento se interesó por la poesía, la música y las artes plásticas y fue a través de ellas que descubrió su vocación por la pintura. En 1967 realiza una serie de pinturas inspiradas en la obra de Salvador Espriu. Es cuando conoce al poeta. En enero de 1969 hace su primera exposición en Sala Gaspar, con presentación de Joan Brossa, la muestra se convierte en un acontecimiento cultural. Lo vende todo, y es visitada por A. Cirici, Joan Miró, Raimón, Joan Prats, Tàpies, J.J.Sweney, Roland Penrose… A partir de esta fecha, realiza un continuo periplo de exposiciones internacionales y nacionales, Johanesburg, Toronto, Madrid, Sevilla, Washington, Colonia, Nueva York, Taipéi, Estocolmo… y atiende a múltiples peticiones de carteles (Amnistía Internacional, Castellers Patrimoni de la humanitat, el Misterio de Elche, Universitat Pompeu Fabra, UB, obra completa de Miquel Martí i Pol… entre otras.) y portadas de libros, periódicos y discos. En 1971 participa (junto con otros intelectuales y artistas) en el encierro en Montserrat en protesta contra el Juicio de Burgos y la pena de muerte. En el 1971 gana el premio “Primer Premi Internacional d’Art Jove” en Granollers. Proyecta la escenografía “Calaix de Sastre” con la companyía “Claca” en homenatge a George Mèliés. En 1980 expone simultaniamente en tres galerías de Barcelona (Galería ciento, Galería René Métras, Sala Gaspar) En el 1983 expone en El Museo Español de Arte Contemporáneo de Madrid. En el 2000 Viladecans 365 días. Centro Cultural del Conde Duque. Ayuntamiento de Madrid.

## Estilo
El estilo artístico de Viladecans, empezó por combinar la pintura con objetos cotidianos, para centrarse más tarde en una pintura densa, cercana a la pintura matérica, que se caracteriza especialmente por mezclar diferentes técnicas y materiales. Desde el punto de vista formal, la obra del artista es un diálogo constante entre la figuración y la abstracción. En algunas etapas hay un predominio de figuras geométricas como referencia a las pizarras, los juegos infantiles y los cuadernos de notas; esta tendencia a la simetría, es utilizada también como una forma de tensar y dirigir la mirada del espectador. En cuanto a la temática, su interés se centra en una cierta preocupación ecológica, la degradación de la naturaleza, la enfermedad, el paso del tiempo y la fragilidad de la vida humana. Todo ello con una permanente obsesión por dotar sus imágenes de un contenido poético.
La trayectoria artística de Viladecans se divide en diferentes etapas. Su periodo inicial, a partir de 1969, está influenciado por el surrealismo y por el informalismo. Movido por las situaciones conflictivas que estaban sucediendo a su alrededor, no es nada extraño que en sus primeras obras cobrara especial interés la temática de la enfermedad, el dolor y la muerte. En esta época, además, percibimos su gran fascinación por el objeto cotidiano hasta el punto de incorporarlo directamente a sus obras. Es aquí donde empieza a dar forma a su primer estilo tan característico.
A lo largo de la década de los setenta, desarrolla un proceso de simplificación. En esta etapa su obra se centra especialmente en esquemas constructivos elementales e incluso simétricos, a la vez que integra nuevos elementos sígnicos como letras, palabras y números.
Durante su carrera, el artista, se ha visto con la necesidad de ir variando su manera de expresarse, para poder explicar con gran precisión y coherencia determinados aspectos relacionados con las diferentes temáticas de sus obras. Por eso, ha inspeccionado nuevas e interesantes técnicas de trabajo, dándole a su obra una mayor riqueza y una calidad indiscutible. Y peculiar. Descubre que a través del color, consigue acentuar algunos puntos específicos de sus composiciones. Es por esta razón que en los años ochenta se produce una intensificación cromática en sus obras, una variación en su estilo que viene acompañada también por una exaltación de los contornos de las formas y las imágenes.
Progresivamente, su lenguaje sígnico va perdiendo rigidez simétrica para zambullirse en inquietantes problemáticas de denuncia alrededor de la naturaleza. Esta etapa se caracteriza por un lenguaje mucho más flexible, ágil y dinámico. 
A partir de 1990, se produce un cambio en su estilo. En su última etapa, Viladecans varía su forma de realizar las obras, pues lo hace sobre papel y con materiales diversos como: tinta china, óxidos, resinas, sangre de pescado, agua de mar, yodo y tinta de calamar, a la vez que se vuelve más austero en su relación con el color. Así pues, sus últimas obras son fundamentalmente monocromáticas, con iconografías extraídas del mundo orgánico. Es muy probable que esta transformación esté directamente relacionada con el cambio de temática, ya que actualmente se centra en explicar los interrogantes de la existencia humana.
De todas formas, el tratamiento de la materia a base de gruesos de fieltros orgánicos sobre celulosa impregnada de pigmento y la preocupación por la textura y por el tejido orográfico siguen siendo hoy en día los objetivos principales de su investigación.

## Exposiciones
1969 - Primera exposición individual de Joan Pere Viladecans en la Sala Gaspar, Barcelona. Una exhibición que se repitió de nuevo en 1971, 1973, 1975, 1980, 1988 y 1992. 
1971, 1974, 1976, 1980 y 1990 - Exposición en Galería Dreiseitel, Colonia, Alemania. Galería Quadrado Azul Oporto. Casa de Goya Bordeaux (Francia). Duszka Patÿn Karolczak, Galerie d’Art Bruselas (Bélgica). Galería Ponce, México D.F.
1992 - Expo de Sevilla. 
1998 - Museo de Zoología de Barcelona. 
1999 - Sala d'Exposicions de la Fundació Caixa de Manresa. 
1999 - Centre d'Art Santa Mònica, Barcelona. 
2001 - UNDER DM 2000. Galerie Dreiseitel, Colonia, Alemania. 
2003 - Arbeiten auf Papier. Galerie Dreiseitel, Colonia, Alemania. Viladecans 15 anys de trajectòria Sala de Exposiciones del Govern D’Andorra. Arbeiten auf Papier. Galerie Dreiseitel.
2004 - Viladecans ilustra a Edgar Allan Poe. Centro cultural círculo de lectores. Madrid. 
2005 - Institut d’estudis ilerdencs. Lleida.
2006 - Galería Horizon. Cólera (Girona)
2007 - Viladecans, Gran Format Fontana d’Or (Girona). Setanta, vuitanta, noranta Galería Joan Gaspar. Barcelona y Madrid.
2008 - Viladecans símptomes i malaltíes 2006 Patrimoni i memòria 2007 Palau Moja Barcelona.
2009 - Viladecans Gran Format. Fundación círculo de lectores. Barcelona.
2011 - Viladecans Obra Recent 2008-2010. Museu Can Framis. Fundació Vila Casas. Barcelona

## Actividades artísticas
Además de su obra propiamente de creación, Viladecans hace extensiva su actividad artística en la gran cantidad de encargos que recibe de entidades, instituciones o empresas, con peticiones como: carteles, portadas de publicaciones, ilustraciones para libros, litografías... 
También, a menudo, ha recibido solicitudes para participar en debates y para pronunciarse sobre distintos temas, tanto del ámbito de la pintura como de la expresión literaria, a través de artículos periodísticos. Unos escritos que alcanzan un eco importante y que expresan su firme interés también por las artes literarias. Es por eso que en una de sus últimas colecciones ha querido unir sus dos pasiones: el arte y la literatura.